# Rhorus versator
Rhorus versator är en stekelart som beskrevs av Aubert 1994. Rhorus versator ingår i släktet Rhorus och familjen brokparasitsteklar. Inga underarter finns listade i Catalogue of Life.